# SN 2002aj
SN 2002aj – supernowa odkryta 11 stycznia 2002 roku w galaktyce A104856-0532. W momencie odkrycia miała maksymalną jasność 23,10m.